# Uroblaniulus canadensis
Uroblaniulus canadensis är en mångfotingart som först beskrevs av Newport 1844.  Uroblaniulus canadensis ingår i släktet Uroblaniulus och familjen Parajulidae. Inga underarter finns listade i Catalogue of Life.